# Армавир (футбольный клуб, Армения)
«Армави́р» (арм. Ֆուտբոլային Ակումբ „Արմավիր“ Արմավիր) — армянский футбольный клуб из города Армавир. Основан в 1965 году.

## Прежние названия
- 1965—1981: «Севан» Октемберян
- 1981—1990: «Спартак» Октемберян
- 1990—1992: «Аракс» Октемберян
- 1992—1995: «Аракс» Армавир
- 1995—1997: ФК «Армавир»
- 1997—2001: «Кармрахайт»
- 2001—2003: ФК «Армавир»

## История

### Истоки
Основанием клуба считается 1965 год. С этого же года команда начала участвовать в первенстве СССР. Выступления давались тяжко, следствием этого были итоговые места, которые команда занимала от сезона к сезону. После чемпионата СССР 1970 года, в котором заняла 9-е место, команда прерывает своё выступление. Второе появление датируется 11-ю годами спустя. В чемпионатах 80-х годов команда постоянно находилась в первой половине турнирной таблицы. Наилучшим результатом является 3-е место в 1985 году. Начало 90-х было ещё лучше, итог — место 2-е, но этого не достаточно было для повышения в классе. В последнем первенстве СССР команда занимает 5-ю строчку набрав в чемпионате 50 очков, а лучшему бомбардиру клуба Айрбабамяну не хватило двух мячей, чтобы стать лучшим голеодором второй лиги СССР в зоне 2.

### Новое время
Новый период начался с момента образования независимого чемпионата Армении, в котором команда стартовала в Высшей лиге. Результаты чемпионата 1992 года показали, что команда была не готова к участию в высшем эшелоне. С 15-ю очками команда осталась на 21-й строчке в зоне вылета.
В итоге сезон 1993 года, в ту пору «Аракс», начал в Первой лиге. Команда ни разу не проиграла в родных стенах — из 10 матчей выиграла 8 и 2 свела вничью. Благодаря этим результатам, она стала обладательницей малых бронзовых медалей.
В следующем сезоне команда не заявилась на первенство. Год спустя она всё-таки возвращается, однако тот чемпионат был неофициальным. На сезон 1995/96 команда опять не заявляется ввиду финансовых проблем.
В сезоне 1996/97 ей удаётся разрешить этот вопрос, и она принимает участие в первенстве. Чередуя победы с поражениями, команда подошла к весне с равными показателями. На старте сезона 1997 поражения сменялись ничьими, и руководство сняло команду с розыгрыша. Все результаты с участием «Армавира» были аннулированы.
На протяжении трёх сезонов город не имел своей команды в чемпионате. Она появилась в 2001 году под новым названием «Кармрахайт». Из 8 возможных клуб занял 7-е место (8-е место досталось «Иджевану», который после 10 игр снялся с первенства), проведя 14 матчей, победив 1 раз и потерпев 12 поражений.
В следующем сезоне «Аракс» опередил ближайшего преследователя на 2 очка, впервые в своей истории завоевав малые золотые медали, и вышел в Премьер-лигу. Перед стартом чемпионата 2003 года команда отказалась от участия из-за финансовых проблем.

## Достижения
- Победитель Первой лиги (1): 2002
- Бронзовый призёр Первой лиги (1): 1993

## Главные тренеры клуба
- Овсеп Асатрян (1965—1966)
- Роланд Саакян (1967)
- Гайк Андриасян (1967—1968)
- Вачаган Погосян (1969—1970)
- Ролан Манвелян (1981)
- Оганес Мантарлян (1982)
- Феликс Веранян (1983)
- Аркадий Андриасян (1984—1985)
- Сурен Барсегян (1986—1987)
- Гагик Цатурян (1987)
- Вачаган Погосян (1988—1989)[1]
- Самвел Петросян (1990)[2]
- Вачаган Погосян (1991—1992)[1]
- Арсен Чилингарян (? — 2002)